# Derek Jeter (singolo)
Derek Jeter è un singolo del rapper statunitense Comethazine pubblicato il 7 ottobre 2020.

## Tracce
1. Derek Jeter – 1:35